# Mount Hood (Oregón)
Mount Hood es un lugar designado por el censo ubicado en el condado de Hood River en el estado estadounidense de Oregón. En el año 2010 tenía una población de 286 habitantes.

## Geografía
Mount Hood se encuentra ubicado en las coordenadas 45°32′17″N 121°34′1.9″O / 45.53806, -121.567194.